# Боска
Боска (рос. Боска; рум. Bosca) — село в Дубоссарському районі в Молдові (Придністров'ї). Входить до складу Новокомісарівської сільської ради.
Станом на 2004 рік у селі проживало 32,1% українців.